# Університет префектури Нара
34°41′15″ пн. ш. 135°49′16″ сх. д. / 34.6875° пн. ш. 135.82111111° сх. д.
Університет префектури Нара (яп. 奈良県立大学 Nara-kenritsu daigaku; англ. Nara Prefectural University, скорочено: NPU) — державний (префектурний) університет у Нарі в префектурі Нара (Японія).

## Факультети
- Факультет регіонального просування (яп. 地域創造学部, буквально «Факультет регіонального просування»)[1]
  - Кафедра: Створення туризму
  - Відділ: Міські культури
  - Кафедра: Громадське планування
  - Кафедра: Регіональна економіка

## Інтернет-ресурси
- Official website (яп.)